# Södermanlands runinskrifter 103
Södermanlands runinskrifter 103 är en vikingatida runsten som står på östra sidan om landsvägen mitt emot Kapellgården i Jäders socken och Eskilstuna kommun i Södermanland. Runstenen av finkornig granit är 125 cm hög, 70 cm bred vid basen och 100 cm bred vid toppen och upptill 30 cm tjock. Ristningen vetter mot väster. Runhöjden är sju till åtta cm.

## Inskriften
Translitterering av runraden:
: biurn · kirþi · kuml · þisa · at · hulfast · faþur · sin · auk ·· iarl · broþur · sin ·
Normalisering till runsvenska:
Biorn gærði kumbl þessa at Holmfast, faður sinn, ok Iarl, broður sinn.
Översättning till nusvenska:
Björn gjorde detta minnesmärke efter Holfast, sin fader, och Jarl sin broder.
Inskriften börjar med kolon, övriga skiljetecken är punkter. Namnet iarl är fullt säkert, då dess första runa inte har haft någon bistav upptill.